# Terza Categoria (1905-1922)
La Terza Categoria fu un antico campionato di calcio organizzato dalla FIGC per i giocatori riserve delle riserve.

## Storia
La Terza Categoria fu originariamente istituita dall'Assemblea Federale della FIF a novembre 1904 onde poter fare giocare in un torneo ufficiale le riserve delle società già partecipanti al campionato di Prima Categoria che non erano state abilitate alla Prima Categoria e perciò messe in campo dalle seconde squadre nella Seconda Categoria. 
Il regolamento federale fu definito in modo ferreo: i calciatori che avessero preso parte a campionati di almeno tre gare di Prima Categoria dovevano restare classificati per quella categoria e non potessero più disputare partite di categoria inferiore. 
Successivamente furono ammesse a questo campionato anche le prime squadre delle nuove società dilettantistiche affiliate che non avevano un campo di gioco regolamentare omologato per la categoria superiore (90x50 per Promozione e Prima Categoria), oltre alle squadre riserve di quelle iscrittesi in Seconda Categoria. 
L'aumento delle squadre affiliate nel triennio 1909/1911 indusse i dirigenti federali ad un maggiore controllo delle nuove squadre affiliate omologando sistematicamente i terreni di gioco non derogando più alla mancata disponibilità del campo: dovevano dimostrare di avere l'uso esclusivo del campo. In mancanza non erano ammesse neanche a questo campionato. In molte furono le nuove società affiliate che superarono il problema tassandosi affittando degli spazi esterni a quelli comunali, fuori dai limiti cittadini.
Le squadre affiliate che partecipavano a questi campionati venivano comunemente segnalate sui giornali dell'epoca con un III per distinguerle dalle prime squadre abitualmente indicate come I e dalle riserve segnate con un II. Queste squadre nascono in un'epoca in cui il loro raggio di azione è fortemente limitato dai costi dei mezzi di trasporto dell'epoca (di solito carrozze, tram e treni in mancanza di trasporto su gomma) perciò inizialmente appannaggio di quelle squadre già organizzate e sostenute da soci che si autotassavano per sostenere finanziariamente il proprio club quali Juventus, Milan e Genoa.
Questi campionati nascono perciò forzatamente a livello locale. Dall'edizione 1909-1910, con la nascita dei Comitati Regionali, le eliminatorie regionali vennero affidate a questi ultimi dopo che nel quinquennio precedente erano stati organizzati dai dirigenti federali nominati durante l'Assemblea Federale. Per i Comitati che li organizzarono la prima volta (Emilia, Veneto, Toscana, Lazio e Campania) le iscrizioni furono molto limitate e solo il Comitato Regionale Laziale, per propria iniziativa dovuta alle nuove società cittadine provenienti dalla FASCI (Federazione Associazioni Scuole Cattoliche Italiane), definì anche altri due tornei di Quarta e Quinta Categoria nelle stagioni 1910-1911 e 1911-1912 riservati alle seconde e terze squadre e comprensive dei giovani ragazzi (boys) senza definire alcun limite di età età.   
Il regolamento campionati sia della FIF che della FIGC non prevedeva alcun limite di età per i calciatori che disputavano questi campionati e anche le tessere, ufficialmente istituite all'inizio della stagione 1908-1909, non recavano alcuna nota di calcio giovanile ne la data di nascita, come fu fatto invece sia per quelle dell'ULIC nel 1927 e della Lega Giovanile nel 1947 (cartellini verdi (juniores) e rosa per i campionati ragazzi).
Pur non essendo ancora istituito il titolo sportivo, e di conseguenza un rapporto piramidale de iure fra i campionati, era usanza indiscussa che la FIGC invitasse le eventuali squadre titolari che si fossero aggiudicate questo campionato ad iscriversi alla Seconda Categoria dell'anno successivo, avendo dimostrato di aver acquisito un tasso tecnico-calcistico tale da poter competere con club di maggiore levatura. Trattavasi quindi, de facto, di una primitiva forma di promozione, senza tuttavia il corrispondente meccanismo di retrocessione.
Nel 1921, un anno dopo il grande scisma del calcio italiano, la conciliatoria riforma dei campionati comportò l'abolizione della Terza Categoria, che fu sostituita dalla Quarta Divisione nell'Alta Italia, mentre al Sud cambiò nome in Terza Divisione.

## Albo d'oro
| Edizione  | Vincitore Piemonte | Vincitore Liguria | Vincitore Lombardia | Vincitore Veneto |
| 1904-1905 |                    |                   |                     |                  |
| 1905-1906 | Virtus Torino      |                   | Ausonia             | Vicenza          |
| 1906-1907 |                    |                   |                     |                  |
| 1907-1908 | Pro Vercelli II    | Andrea Doria II I | Libertas Milano     | Vicenza          |
| 1908-1909 | Pinerolo           |                   | F.C. Bergamo        | Vicenza II       |
| 1909-1910 | Casale             | Andrea Doria III  | Ausonia II          | Vicenza II       |